# Ельники (Гурьевский городской округ)
Ельники — посёлок в Гурьевском городском округе Калининградской области. До 2014 года входило в состав Храбровского сельского поселения.

## История
Населённый пункт Кантен упоминается в документах 1540 года.
В конце января 1945 года части и соединения 43-й армии под командованием генерала А. П. Белобородова вели бои в районе населённого пункта Кантен.
В 1946 году Кантен переименовали в поселок Ельники.

## Население
| 2002 | 2010 |
| ---- | ---- |
| 19   | ↗29  |

В 1910 году его население составляло 109 жителей.

### Захоронения
Братская могила советских воинов образовалась в ходе боевых действий. Захоронено более 200 воинов. 
Памятник установлен в 1950 году, ремонтно-реставрационные работы произведены в 2003 и 2015 годах.